# Gymnocalycium deeszianum
Gymnocalycium deeszianum es una especie fanerógama perteneciente a la familia de las Cactaceae. 

## Distribución
Es endémica de Argentina. Es una especie rara en la vida silvestre.

## Descripción
Es una planta perenne carnosa, globosa con las hojas de color verde armada de espinos  y con las flores de color rosa y blanco.

## Taxonomía
Gymnocalycium deeszianum fue descrita por Bruno Dölz y publicado en Kakteenkunde 1943: 54. 1943.
Etimología
Gymnocalycium: nombre genérico que deriva del griego,  γυμνός (gymnos) para "desnudo" y κάλυξ ( kalyx ) para "cáliz" = "cáliz desnudo", donde refiere a que los brotes florales no tienen ni pelos ni espinas.
deeszianum epíteto
Sinonimia
- Gymnocalycium capillaense[2][3]